# Gens Julia
De gens Julia (Latijn: gens Iulia Volk van Julus) was een belangrijke patricische familie uit het oude Rome, die volgens overgeleverde bronnen afkomstig was uit Alba Longa. Zij beriepen zich van oudsher op Venus en Julus (ook Ascanius genoemd) als stamouders. Uit de Trojaan Anchises en Venus werd Aeneas geboren, de held uit de Aeneis (het epos van Vergilius). Aeneas nam zijn zoon Julus mee naar Italië waar deze laatste de stamvader van de gens Julia werd. Gaius Julius Caesar was een lid van deze familie, evenals Caligula en Augustus. Veel familieleden bekleedden in de loop der eeuwen belangrijke politieke posities.

## Bekende leden van degensJulia
- Julius Caesar (100 v.Chr. - 44 v.Chr.)
- Augustus (63 v.Chr. - 14) - bij geboorte gens Octavia (zijn moeder, een zus van Julius Caesar, was gens Julia), na adoptie door zijn oom Julius Caesar officieel opgenomen in gens Julia.
- Livia Drusilla (58 v.Chr. - 29) - Geboren als een Drusus. Haar vader Marcus Livius Drusus Claudianus was geboren in de gens Claudia, maar kreeg een Drusus als adoptiefvader. Haar man Augustus liet haar bij testament adopteren in de gens Julia. Aangezien zij daarbij ook nog de naam/eretitel Augusta meekreeg werd zij vanaf 14 n.Chr. eveneens bekend als Julia Augusta.
- Verscheidene vrouwen met de naam Julia Caesaris, onder wie:
  - Julia Caesaris maior (39 v.Chr.-14), dochter van Augustus.
- Tiberius (42 v.Chr. - 37) - gens Claudia, pas na adoptie door zijn stiefvader Augustus opgenomen in gens Julia.
- Germanicus (15 v.Chr. - 19) - gens Claudia, geadopteerd door Tiberius, en pas na diens adoptie door Augustus opgenomen in gens Julia.
- Gaius Julius Eurycles
- Julius Atticus
- Julius Graecinus
- Caligula (12 - 41)
- Julius Caesar Nero
- Gaius Julius Vindex
- Gaius Julius Callistus
- Gaius Julius Classicianus Alpinus
- Gaius Julius Hyginus (64 v.Chr. - 17)
- Sextus Julius Frontinus (40 - 103)
- Julius Sacrovir
- Gaius Julius Civilis
- Gnaeus Julius Agricola (40 - 93)
- Sextus Julius Africanus
- Gaius Julius Antiochus Epiphanes Philopappus
- Julia Domna (ca. 170 - ca. 217)
- Marcus Julius Verus Philippus (ca. 204 - ca. 249)
- Gaius Julius Verus Maximinus (ca. 173 - ca. 238)
- Julius Paulus
- Gaius Julius Solinus
- Julius Exsuperantiu
- Julius Obsequens